# خارجه
خارجه نام شهر و شهرستانی در استان وادی‌الجدید مصر است.